# SanGimignano1300
SanGimignano1300 SanGimignano 1300 é um museu histórico e artístico, situado no centro histórico de San Gimignano.

O Museu foi inaugurado em fevereiro de 2010.

## Exposição
O museu ocupa uma área de 800 m². As salas expositivas foram criadas depois do restauro dos locais, que um dia foram o Palácio Gamucci, o Convento das Irmãs de Santa Catarina e o Palácio Ficarelli. A exposição é centrada nos aspectos históricos e artísticos que interessaram San Gimignano no período medieval.

## Percurso museal

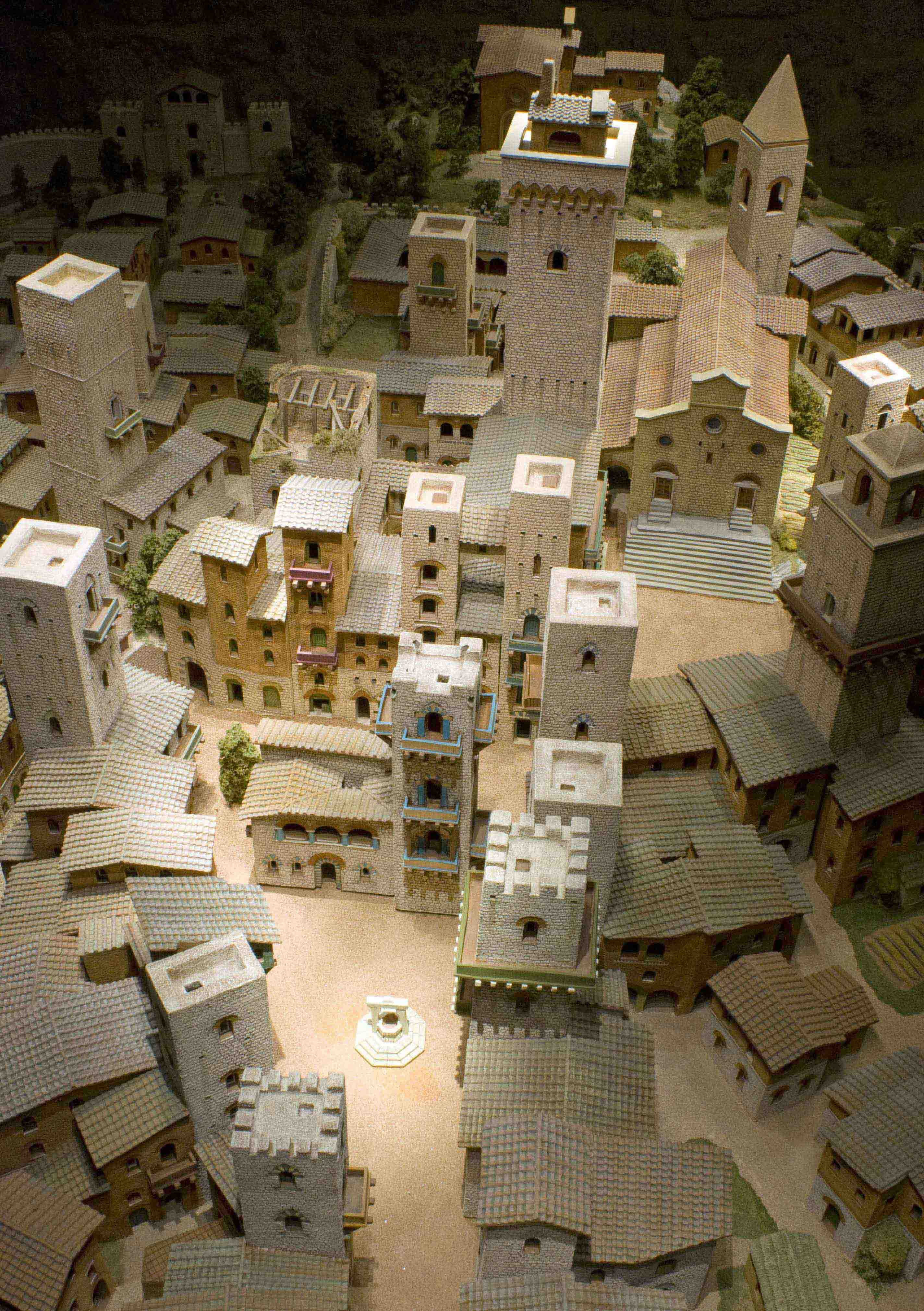
SanGimignano1300

O percurso museal é dividido em dez galerias expositivas, nas quais estão presentes: aprofundamentos sobre a Via Francigena e sobre as rotas de peregrinação na Idade Média; reconstruções de detalhes da vida citadina e rural, dedicados às artes e as profissões da época;  e a imponente reprodução em cerâmica da cidade de San Gimignano no século XIV, feita inteiramente a mão , em escala 1:100. 
De notável qualidade artística é a releitura, de alguns detalhes,  do célebre afresco do início do século XIV do pintor Memmo di Filippuccio, cujo original encontra-se no interior do Palácio do Podestà de San Gimignano.

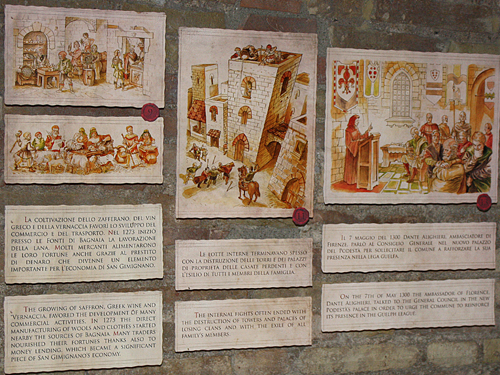
Testemunhas do tempo

Filippuccio transmitiu-nos um retrato claro e detalhado da sociedade, independente e transgressiva de San Gimignano, tal como Livre Comuna.
A reprodução do Convento de São Francisco – o qual encontrava-se fora da muralha de San Gimignano e que foi completamente demolido no século XVI para permitir a ampliação das fortificações da cidade – foi inaugurada em janeiro de 2011.
O percurso histórico-didático do museu completa-se com uma série de aquarelas originais, realizadas por Enrico Guerrini, que representam alguns momentos importantes do território e da cidade de San Gimignano na história, da época etrusca aos dias de hoje.

## Reconhecimentos
Em 2011, foi concedido ao Museu o patrocínio da Comissão Nacional Italiana da Unesco, pelo elevado e qualificado valor formativo das propostas didáticas “História, Arte e Tradição”.